# 烏盧格赫姆區
烏盧格赫姆區（俄语：Улуг-Хемский кожуун）是俄羅斯圖瓦共和國的一個区，位於該國南部，面積5,335.4平方公里，2010年人口19,266，人口密度每平方公里3.61人，行政中心为沙戈纳尔。

## 历史
该区成立于1923年9月8日。